# Porgi l'altra guancia
Porgi l'altra guancia è un detto di Gesù riportato dal Vangelo secondo Matteo e dal Vangelo secondo Luca.
Il brano evangelico contiene anche altre frasi di significato analogo, come «A chi vuol toglierti la tunica lascia anche il mantello», «Se uno ti costringerà a fare un miglio, tu fanne con lui due» e «Dà a chiunque ti chiede».

## Riferimenti nei vangeli
Nel vangelo di Matteo, la frase è stata pronunciata durante il Discorso della Montagna. Il testo evangelico riporta: 
 

Nel vangelo di Luca, una frase analoga si trova nel Discorso della pianura: 

## Interpretazioni
Il brano evangelico è stato oggetto di diverse interpretazioni, sia in senso letterale che in senso figurato.

### Interpretazioni letterali

#### Anarchismo cristiano
Secondo questa interpretazione, il brano evangelico richiede una totale non resistenza fino al punto di facilitare l'aggressione contro se stessi, e poiché i governi umani si difendono con la forza militare, alcuni hanno sostenuto l'anarchismo cristiano, incluso Lev Tolstoj che ha chiarito il suo ragionamento nel suo libro Il regno di Dio è in voi.

#### Resistenza non violenta
Il biblista Walter Wink, nel suo libro Engaging the Powers: Discernment and Resistance in a World of Domination, interpreta il brano evangelico come un modo per sovvertire le strutture di potere del tempo. 
Ai tempi di Gesù, dice Wink, colpire con il rovescio della mano una persona considerata di classe socioeconomica inferiore era un mezzo per affermare autorità e dominio. Se la persona perseguitata "volgesse l'altra guancia", il persecutore si trovava di fronte a un dilemma: la mano sinistra veniva usata per scopi impuri, quindi un colpo con il dorso della mano sulla guancia opposta non sarebbe stato eseguito. Un'alternativa sarebbe stata uno schiaffo con la mano aperta come nel caso di una sfida, oppure quella di dare un pugno alla persona, ma entrambe le cose sarebbero state viste come una dichiarazione di uguaglianza. Quindi, rivolgendo l'altra guancia, i perseguitati chiedevano l'uguaglianza.
Wink continua con un'interpretazione della consegna del mantello in aggiunta alla tunica. Il debitore si è tolto la maglia dalla schiena, una situazione proibita dalla legge ebraica come affermato nel Deuteronomio. Dando anche al prestatore anche il mantello, il debitore si sarebbe ridotto alla nudità. Wink nota che la nudità pubblica era vista come una vergogna per lo spettatore, e non solo per il nudo, come visto nel caso di Noè (Genesi 9,20-23).
Wink interpreta il verso successivo del Discorso della Montagna come un metodo per far infrangere la legge all'oppressore. La legge romana dell'Angaria consentiva alle autorità romane di richiedere che gli abitanti dei territori occupati trasportassero messaggi e attrezzature per la distanza di un miglio, ma vietava a un individuo di andare oltre un miglio, a rischio di subire azioni disciplinari. In questo esempio, l'interpretazione non violenta vede Gesù criticare una legge romana ingiusta e odiata, oltre a chiarire che il suo insegnamento va oltre la legge ebraica.

### Interpretazioni figurate

#### Corretta condotta personale
Un'altra interpretazione è che Gesù non volesse cambiare il significato di "occhio per occhio e dente per dente", ma riportarlo al contesto originale. Gesù inizia la sua affermazione con "avete sentito dire", il che potrebbe significare che stava chiarendo un malinteso, al contrario di "è scritto", che potrebbe essere un riferimento alle Scritture. L'idea sbagliata comune sembra essere che le persone usassero il comando di Mosè contenuto nell'Esodo (le linee guida per un magistrato per punire i trasgressori condannati) come giustificazione per la vendetta personale, pur con la limitazione di evitare una vendetta indiscriminata. Tuttavia, il comando di "porre l'altra guancia" non sarebbe un comando per consentire a qualcuno di battere o derubare impunemente una persona, ma un comando di non vendicarsi rivolto alla persona offesa.

#### Interpretazione metafisica
Nella corrente del Nuovo Pensiero popolare alla fine del XIX secolo e all'inizio del XX secolo, molti insegnanti spirituali come Emmet Fox consideravano Gesù Cristo come il più grande insegnante di metafisica mai esistito, che nei suoi insegnamenti stava cercando di spiegare alle persone del suo tempo come migliorare la loro sorte nella vita attraverso insegnamenti pratici. Il Discorso della Montagna registra i dettagli di uno di questi insegnamenti. Nonostante abbia perso molto nella traduzione, oltre a usare antiche metafore che sono facilmente interpretate erroneamente in epoca moderna, i principi degli insegnamenti di Gesù, frasi come "resistere al male" e "porgere l'altra guancia" sono pure istruzioni divine.
Piuttosto che rendere "un occhio per occhio", Gesù ci incoraggia a non resistere al male, perché dare la nostra attenzione e reagire al male invita solo più male nella nostra vita. Allo stesso modo, se qualcuno dovesse colpirci, piuttosto che vendicarci e quindi rimanere invischiati in una battaglia, Gesù ci incoraggia a "porgere l'altra guancia". Questo non è (come alcuni potrebbero aver interpretato) un modo che permetta ad un assalitore di colpire un'altra persona, ma indica che voltarsi e allontanarsi dalla potenziale aggressione è l'unico modo per ottenere un risultato positivo e simile al comportamento di Cristo. La violenza genera più violenza.
Se ci concentriamo su qualsiasi pensiero, parola o azione egoistici e peccaminosi, aumentiamo solo il loro potere e la loro presenza nelle nostre vite. Chiedendoci di porgere l'altra guancia, Gesù ci suggerisce di concentrarci sul perdono e sull'amore per gli altri, piuttosto che solo sulle cose che vogliamo.